# Морсильо, Хон
Хон Морси́льо Коне́са (исп. Jon Morcillo Conesa; 15 сентября 1998, Аморебьета-Эчано, Испания) — испанский футболист, вингер клуба «Альбасете».

## Клубная карьера

### Ранняя карьера
Морсильо родился в городе Аморебьета-Эчано, Страна Басков, где и начал заниматься футболом в академиях «Аморебьета» и «Культураль Дуранго». 1 мая 2016 года он дебютировал за взрослую команду «Культураль Дуранго» в матче четвёртого дивизиона против клуба «Витория».

### «Атлетик Бильбао»
В июне 2016 года, в возрасте семнадцати лет, Морсильо присоединился к академии клуба «Атлетик Бильбао», где начинал выступать за фарм-клуб в четвёртом дивизионе Испании. 25 августа 2018 года он дебютировал за молодёжную команду в Сегунде Б против клуба «Туделано».

## Достижения
«Атлетик Бильбао»
- Обладатель Суперкубка Испании: 2020/21